# Dojcsák Győző
Dojcsák Győző (Baglyasalja, 1931. április 25. –) professor emeritus, geográfus-geológus, az MTA Természetföldrajzi Tudományos Bizottságának tagja.

## Élete
Középiskoláit Losoncon és Egerben végezte, majd az egyetemet Budapesten az ELTE Természettudományi Karán. Első munkahelye 1953-ban a Magyar-Szovjet Kőolajkutató Vállalat lett geológus minőségben. 1956 novemberében Ausztrián keresztül Angliába került, ahol egy pár hónapig a National Coal Board geológusaként dolgozott Nottinghamben. 1957 májusában Calgaryban (Kanada) felvételt nyert a British American Oil Company-hoz, ahonnan Saskatchewan tartomány fővárosába,  Reginába helyezték, a prérin akkoriban beinduló olajkutatáshoz.
Kezdetben főleg a fúrások geológiai szolgálatát látta el, majd az újabb kutak fúrási-helyének tervezésében vett részt, miközben egy ideig a Saskatchewan Geological Society titkára volt. Száz körüli fúrás lemélyítése után, – 1966-ban meghívást kapott a University of Regina újonnan épült kampuszába a geográfiai tanszék megszervezésére és beindítására. Az ezt követő évek alatt, az egyetemi munkán túlmenően az addigi kutatásain és világjáró utazásain alapulóan előadásokat tartott, tanulmányokat írt, és publikált nemzetközi szinten, miközben tevékenyen részt vett a helyi kulturális és sportéletben. 1966-ban Budapesten nyerte el az egyetemi doktori címet, majd 1974-ben a Magyar Tudományos Akadémián védte meg a kandidátusi értekezését. 
1978-ban visszatelepedett Magyarországra, amikor a MAFILM filmet készített a kutatásairól és hazatéréséről, melynek alapja egy korábbi kutatás témája volt, ami 1981-ben, A kanadai Esterhazy története címen könyvformában a Magvető kiadásában jelent meg – és Magyarok a prérin címmel került a mozikban és a televízióban bemutatásra. Hazatelepülés után sor került az amerikai-magyar emlékek utáni kutatásainak könyv formában való megjelentetésére. Életében mindig jelentős szerepet játszott a sport. Régebben asztaliteniszezett, curlingezett, teniszezett, golfozott. 1996-ban magyar golfbajnokságot nyert szenior kategóriában, tenisz vonalon nemzetközi versenyeken is részt vett (például India, Dél-afrikai Köztársaság). A sportok mellett hegedült és zongorázott, de ezek a kor előrehaladtával fokozatosan abbamaradtak. Vadász szenvedélyének kielégítésére a Kanadában töltött évek kitűnő lehetőséget biztosítottak, de vadászott Alaszkában és Kenyában is.
Legutóbb Koltay Gábor 2013-ban forgatott Szerelmem, Kanada című filmjében működött közre. 2013-ban a Magyar Földrajzi Társaság a Pro Geographia oklevelet adományozta részére, a „Nemzetközileg is elismert gyakorlati és elméleti munkásságáért, a geográfia és magyar geográfusok kanadai támogatásáért, a Magyar Földrajzi Múzeum gyarapodásának elősegítéséért, a határon túli magyar emlékek feltárásában kifejtett tevékenységéért, a Magyar Földrajzi Társaság eredményes működésének nagyvonalú segítéséért”. Kutatása továbbra is az amerikai-magyar kapcsolatok történetére fókuszál.

## Jelentősebb szakmai publikációi
- A Nyugat-Kanadai síkság eltemetett ősfelszínei és azok szerepe az olajfelhalmozódások kialakulásában (doktori disszertáció, Budapest, 1967)
- The Buried Erosional Surfaces and their economic Significances, 21st Geographical Congress, New Delhi, India, 1968
- Meteoritkráterek, Természet Világa, Budapest, 1971. 7. szám
- The most interesting, but the most neglected landfoms, 22nd International Geographical Congress, Montreal, Kanada, 1972
- A meteoritkráterek és a geomorfológia, Földrajzi Közlemények, Budapest, 1973
- A meteoritkráterek morfogenezise és gazdasági jelentőségük (kandidátusi értekezés, Budapest, 1974)
- A unique landform: the meteoritecrater (a Plea for Wider Recognition in Geography), Acta Geographica Tomus, Szeged, 1975
- Tsunamit okozó meteorit, Élet és Tudomány, Budapest, 1975. 33. szám
- The economic significance of meteorite craters, The Arizona Academy of Science, Las Vegas, USA, 1978

## Könyvei
- A kanadai Esterhazy története, 1981
- Amerikai magyar történetek, 1985
- Arany Kaliforniában, 1992
- Golf etikett és szótár, 1992
- Golf alapismeretek, 1994
- Vallomások egy geológus-geográfus életéről I-II. 2013, 2019
- Betekintés az amerikai-magyar kapcsolatok történetébe I-II. 2019, 2021